# Roudham
Roudham är en by i civil parish Roudham and Larling, i distriktet Breckland, i grevskapet Norfolk i England. Byn är belägen 9 km från Thetford. Civil parish hade 151 invånare år 1931. Byn nämndes i Domedagsboken (Domesday Book) år 1086, och kallades då Rudham.